# Camillo Ruini
Camillo Ruini (Sassuolo, 19 februari 1931) is de oud kardinaal-vicaris van het bisdom Rome.
Camillo Ruini werd in Italië geboren en priester gewijd op 8 december 1954. Op 16 mei 1983 werd hij tot titulair-bisschop van Nepte benoemd en in 1986 tot president van de Italiaanse bisschoppenconferentie gekozen. Op 17 januari 1991 werd hij pro-vicaris-generaal van het dekenaat Rome. Hij werd kardinaal gecreëerd op 28 juni van datzelfde jaar en amper enkele dagen later, op 1 juli, werd hij tot vicaris-generaal benoemd. Na het overlijden van Paus Johannes Paulus II op 2 april 2005 trad Ruini tijdelijk op als bisschop van Rome, totdat Benedictus XVI werd gekozen door het College van Kardinalen in het Conclaaf van 2005 (zie ook: pauskeuze).
Hij is de huidige kardinaal van de San Agnetis extra moenia.
In 2006 legde hij als 75-jarige zijn functie als voorzitter van de Italiaanse bisschoppenconferentie neer. Hij werd in deze functie opgevolgd door Angelo Bagnasco, de aartsbisschop van Genua. In juni 2007 legde hij ook het vicariaat neer. Als vicaris-generaal van Rome werd hij opgevolgd door Agostino Vallini, tot dan toe prefect van de Hoogste Rechtbank van de Apostolische Signatuur.
Op zijn 80e verjaardag - begin 2011 - verloor hij het recht om deel te nemen aan een toekomstig conclaaf.